# BYD G5
BYD G5 — переднеприводной пятиместный седан, выпускаемый компанией BYD с 2014 по 2017 год. Пришёл на смену автомобилю BYD G3.

## Описание
BYD G5 дебютировал в апреле 2014 года на Пекинском международном автосалоне. Продажи начались в сентябре 2014 года. Цена варьировалась от 75900 до 102900 юаней. В иерархии автомобиль был расположен выше BYD F3, но ниже BYD G6. В 2015 году был представлен гибридный автомобиль с турбодвигателем и электродвигателем объёмом 1,5 литра, мощностью 149 л. с. и крутящим моментом 200 Н∙м.

## Галерея

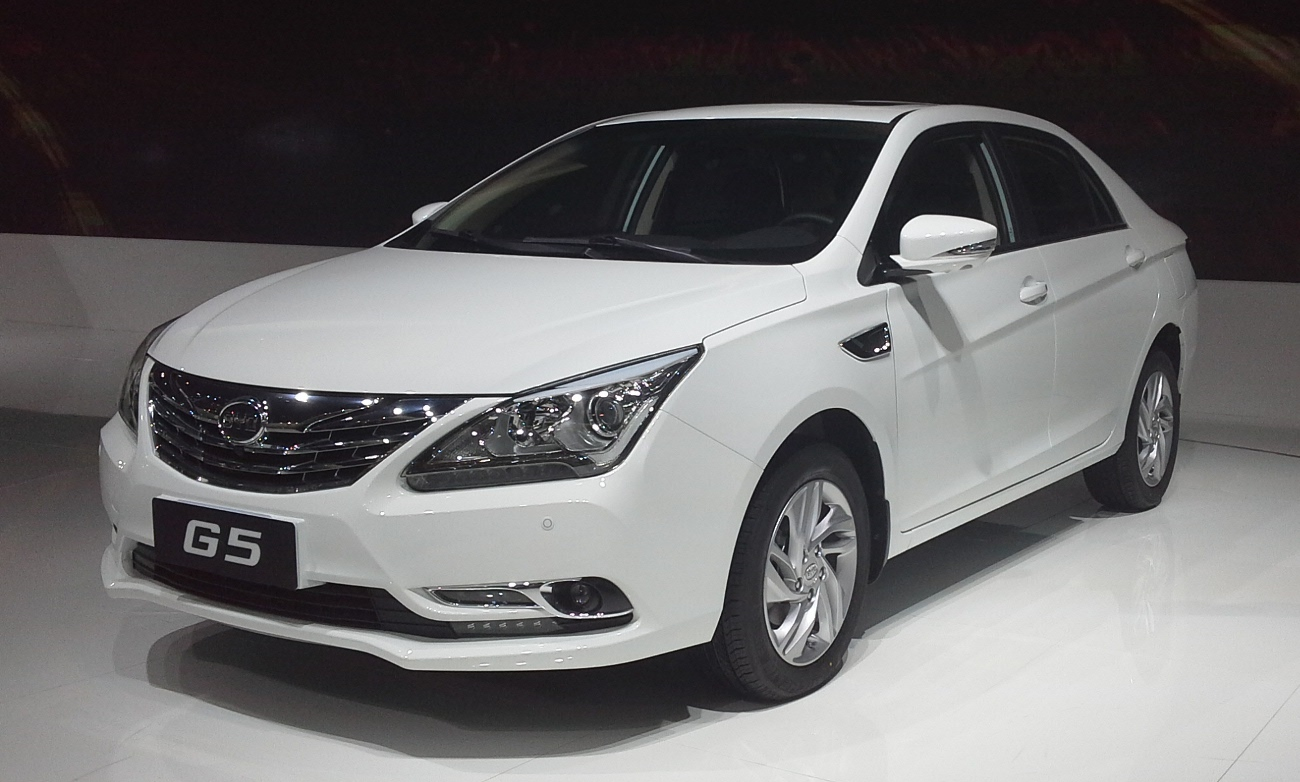
Вид спереди
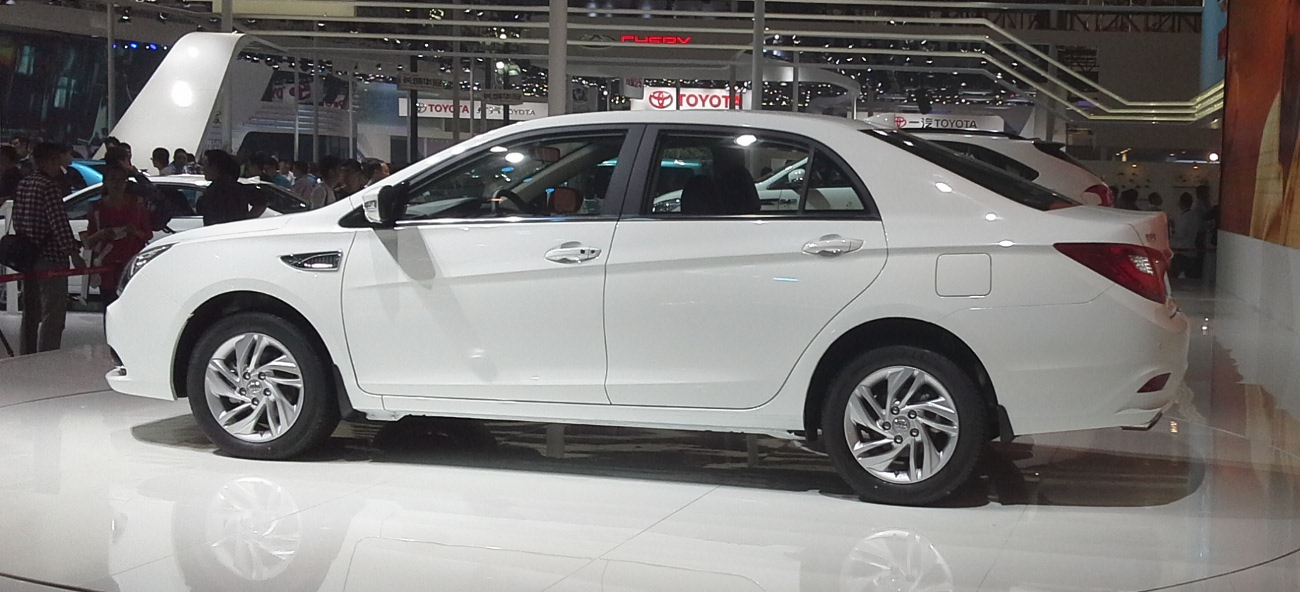
Вид слева
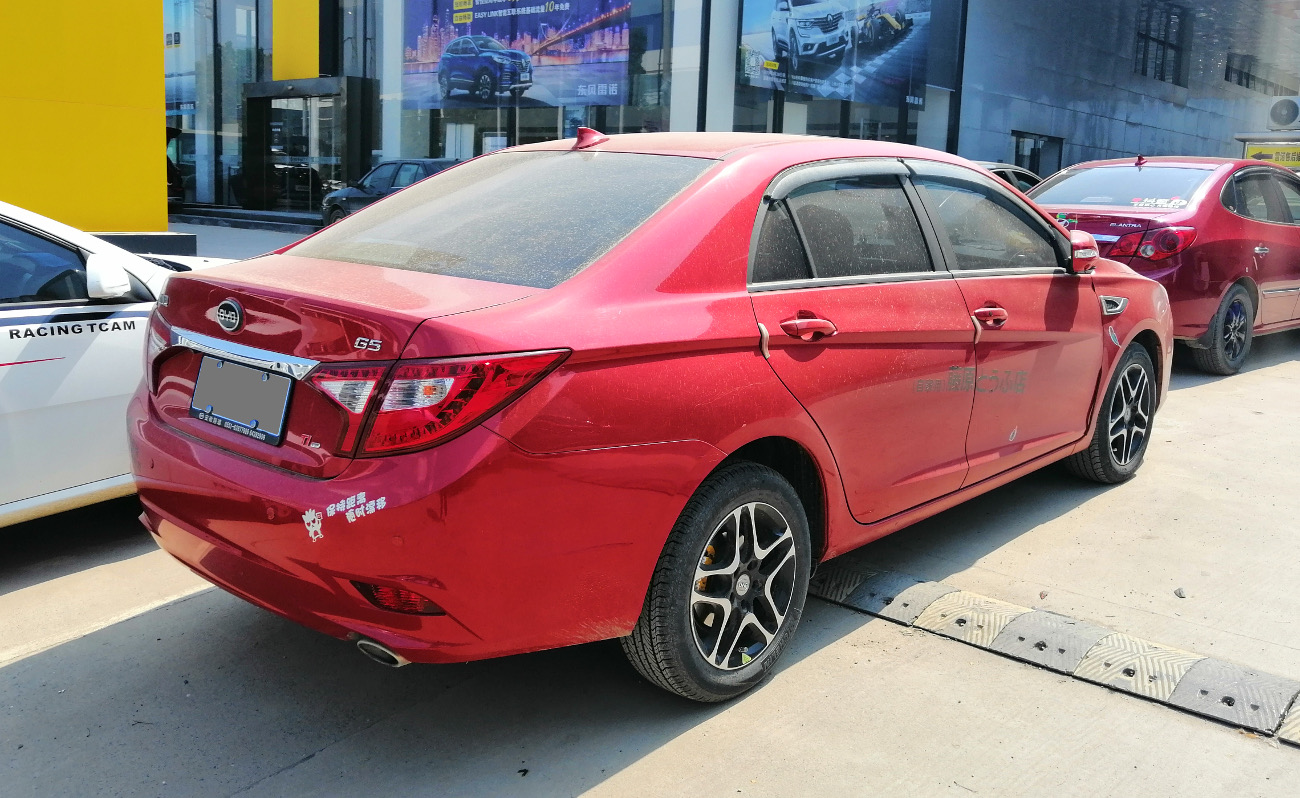
Вид сзади
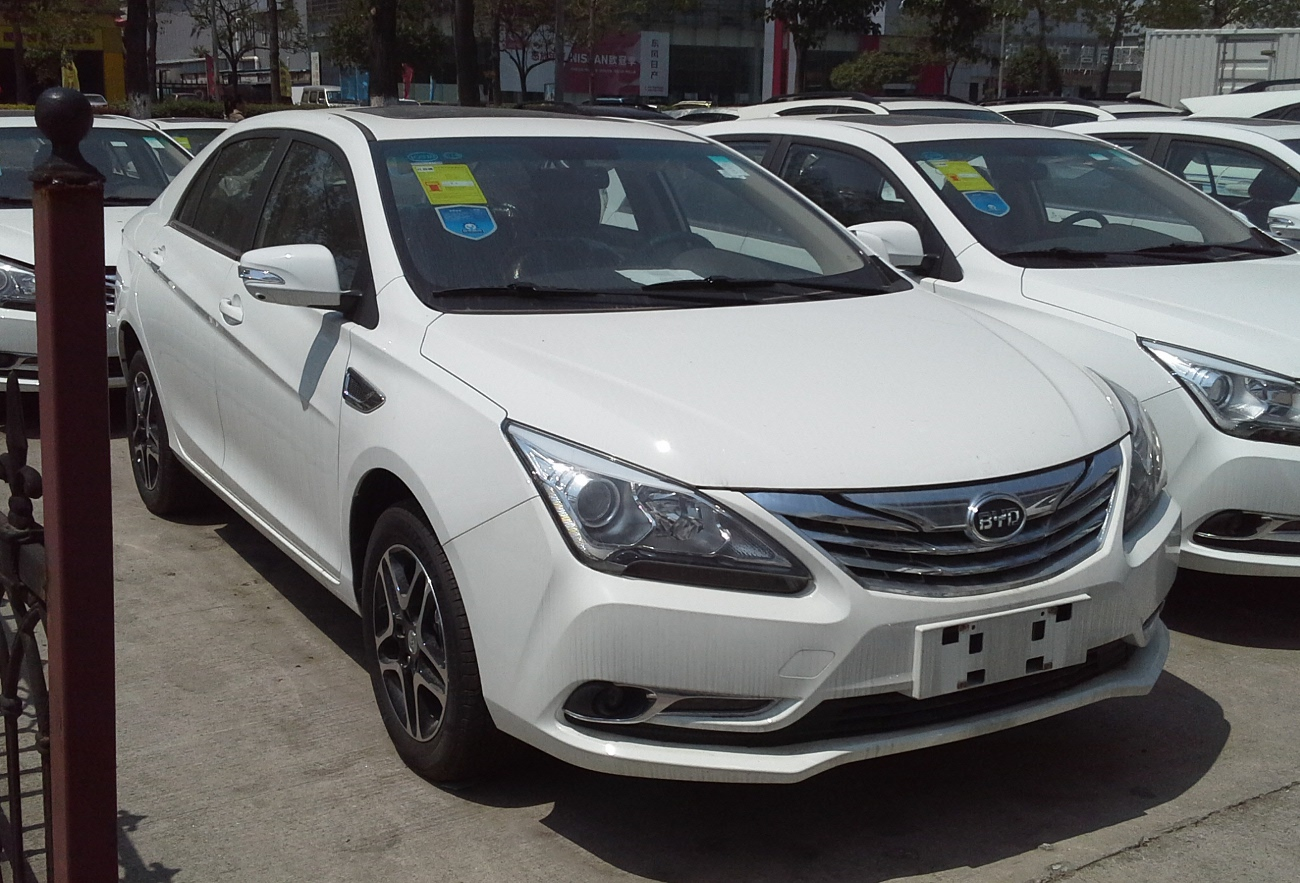
BYD G5 на фоне официального дилера